# 祖根寿麻
祖根 寿麻（そね かずま、1988年2月11日 - ）は、日本の男性元総合格闘家。沖縄県那覇市出身。ZOOMER主宰。元修斗環太平洋バンタム級王者。

## 来歴
2014年9月7日、HEATバンタム級初代王座決定1dayトーナメントの決勝戦で手塚基伸と対戦。ツイスターで一本負けを喫し王座獲得に失敗した。
2015年5月31日、TENKAICHI 76 ～Special Live AK-69～のTENKAICHIバンタム級王座決定戦にて大場翔と対戦し、1Rにチョークスリーパーホールドによる一本勝ちを収め王座を獲得した。
2015年6月21日、VTJ in OSAKAで金太郎と対戦し、右ハイキックで1RKO勝ち。
2016年9月25日、HEAT 38のHEATバンタム級王座決定戦で赤尾セイジと対戦。リアネイキッドチョークで一本負けを喫し王座獲得に失敗した。
2018年1月28日、プロフェッショナル修斗 2018開幕戦で魚井フルスイングと修斗環太平洋バンタム級王座決定戦で対戦し、2-0の判定勝ちを収め王座を獲得した。

### RIZIN
2018年8月12日、RIZIN初出場となったRIZIN.12でDEEPバンタム級王者の元谷友貴と対戦し、2Rにリアネイキドチョークで一本負け。
2019年1月27日、修斗環太平洋バンタム級タイトルマッチで挑戦者の岡田遼と対戦し、左フックから追撃のパウンドでKO負けを喫し王座陥落した。
2019年8月18日、RIZIN.18で元UFCフライ級9位のジャスティン・スコッギンスと対戦し、3R判定負け。
2021年1月31日、PROFESSIONAL SHOOTO 2021開幕戦で石原夜叉坊と対戦し、2Rにダウンを奪い、3-0の判定勝ち。
2021年11月20日、RIZIN.32でキャリア2度目のキックボクシングルールで試合を行い、皇治と対戦。一進一退の互角の展開となるが3Rに左フックでダウンを奪われ、0-3の判定負け。
2021年12月31日、RIZIN.33でレスリング・リオ五輪銀メダリストの太田忍と対戦し、2RTKO負けを喫した。
2022年7月2日、RIZIN.36にてリング上で引退式を行った。

## 人物
名古屋市で格闘技フィットネスジムのZOOMERを運営しており代表を務めている。

## 戦績

### プロ総合格闘技
| 総合格闘技 戦績 | 総合格闘技 戦績 | 総合格闘技 戦績 | 総合格闘技 戦績 | 総合格闘技 戦績 | 総合格闘技 戦績 | 総合格闘技 戦績 |
| --------------- | --------------- | --------------- | --------------- | --------------- | --------------- | --------------- |
| 45 試合         | (T)KO           | 一本            | 判定            | その他          | 引き分け        | 無効試合        |
| 23 勝           | 5               | 8               | 10              | 0               | 1               | 0               |
| 21 敗           | 9               | 7               | 5               | 0               | 1               | 0               |

| 勝敗 | 対戦相手                 | 試合結果                                        | 大会名                                                                                 | 開催年月日     |
| ×    | 太田忍                   | 2R 3:55 TKO（踏みつけ）                         | RIZIN.33                                                                               | 2021年12月31日 |
| ×    | 獅庵                     | 1R 0:27 KO（左フック）                          | RIZIN.27                                                                               | 2021年3月21日  |
| ○    | 石原夜叉坊               | 5分3R終了 判定3-0                               | 修斗 PROFESSIONAL SHOOTO 2021開幕戦                                                    | 2021年1月31日  |
| ×    | 後藤丈治                 | 1R 3:58 ニンジャチョーク                        | Road to ONE：2nd sponsored by ABEMA                                                    | 2020年4月17日  |
| ×    | ジャスティン・スコギンズ | 5分3R終了 判定0-3                               | RIZIN.18                                                                               | 2019年8月18日  |
| ×    | 根津優太                 | 3R 2:51 KO（パンチ）                            | 修斗 Shooto 30th Anniv.                                                                | 2019年5月6日   |
| ×    | 岡田遼                   | 1R 4:58 KO（左フック）                          | 修斗 SHOOTO 30th ANNIVERSARY TOUR 開幕戦 【修斗環太平洋バンタム級チャンピオンシップ】  | 2019年1月27日  |
| ×    | 元谷友貴                 | 2R 4:32 リアネイキッドチョーク                  | RIZIN.12                                                                               | 2018年8月12日  |
| ○    | 魚井フルスイング         | 5分3R終了 判定2-0                               | プロフェッショナル修斗 2018開幕戦 【修斗環太平洋バンタム級王座決定戦】                 | 2018年1月28日  |
| ○    | 奇天烈                   | 5分3R終了 判定3-0                               | 修斗                                                                                   | 2017年10月15日 |
| ○    | Kイチロー                | 1R 4:21 腕ひしぎ逆十字固め                      | TENKAICHI 85 【TENKAICHIバンタム級タイトルマッチ】                                     | 2017年5月18日  |
| ×    | 佐藤将光                 | 1R 5:00 TKO（ドクターストップ）                 | 修斗 後楽園ホール大会                                                                  | 2017年1月29日  |
| ×    | 赤尾セイジ               | 4R 2:05 リアネイキッドチョーク                  | HEAT38 【HEATバンタム級王座決定戦】                                                    | 2016年9月25日  |
| ○    | 土屋大喜                 | 5分3R終了 判定3-0                               | 修斗                                                                                   | 2016年7月17日  |
| ○    | Kイチロー                | 2R 2:14 リアネイキッドチョーク                  | TENKAICHI 80－TENKAICHI vs HEAT－                                                      | 2016年5月22日  |
| △    | 釜谷真                   | 5分3R終了 判定0-1                               | HEAT 36                                                                                | 2015年11月29日 |
| ×    | 伊禮真也                 | 5分3R終了 判定1-2                               | VTJ in OKINAWA                                                                         | 2015年10月3日  |
| ○    | 金太郎                   | 1R 3:52 KO（右ハイキック）                      | VTJ in OSAKA                                                                           | 2015年6月21日  |
| ○    | 大場翔                   | 1R 1:42 チョークスリーパーホールド              | TENKAICHI 76 ～Special Live AK-69～ 【TENKAICHIバンタム級王座決定戦】                  | 2015年5月31日  |
| ×    | 花レメ紋次郎TK           | 3R 4:54 肩固め                                  | HEAT 35                                                                                | 2015年3月22日  |
| ○    | ジェーン・ファングデンス | 2R KO（右ストレート）                           | TENKAICHI 75 【TENKAICHIバンタム級次期挑戦者決定戦】                                   | 2015年3月1日   |
| ○    | 寒川慶一                 | 3R 1:39 リアネイキッドチョーク                  | DEMOLITION PREMIUM ～オフィスレガース10周年記念興行～ 【DXFCバンタム級タイトルマッチ】 | 2014年11月30日 |
| ×    | 手塚基伸                 | 2R 4:16 ツイスター                              | HEAT 33 【バンタム級 初代王座1dayトーナメント決勝戦】                                  | 2014年9月7日   |
| ○    | 辻川凌平                 | 5分2R終了 判定2-0                               | HEAT 33 【バンタム級 初代王座1dayトーナメント準決勝】                                  | 2014年9月7日   |
| ×    | ヒロ・ヤマニワ           | 5分3R終了 判定0-3                               | HEAT 31                                                                                | 2014年4月19日  |
| ×    | 辻川凌平                 | 2R 0:56 TKO（グラウンドパンチ）                 | HEAT 30                                                                                | 2014年2月23日  |
| ○    | じゅん                   | 5分3R終了 判定3−0                               | DEMOLITION 18 【DXFC初代バンタム級王座決定戦】                                         | 2013年11月24日 |
| ○    | NavE                     | 1R 3:23 チョークスリーパー                      | HEAT 28                                                                                | 2013年9月29日  |
| ×    | 佐久間健太               | 1R 4:05 KO（右フック）                          | HEAT 26                                                                                | 2013年3月31日  |
| ○    | 伊禮真也                 | 5分3R終了 判定2-1                               | HEAT 24                                                                                | 2012年10月7日  |
| ×    | 李帅虎                   | 1R TKO（パンチ）                                | CFP: AWA vs. Heat: Round 4, Day 2                                                      | 2012年7月26日  |
| ×    | 玉城優介                 | 1R 0:51 腕ひしぎ十字固め                        | PANCRASE 2012 PROGRESS TOUR                                                            | 2012年5月20日  |
| ○    | AKI                      | 5分3R終了 判定3-0                               | HEAT 21                                                                                | 2012年3月18日  |
| ○    | 原田宗太郎               | 1R 3:29 TKO（パンチ）                           | GLADIATOR 28                                                                           | 2012年2月5日   |
| ×    | 釜谷真                   | 3R 1:23 TKO（右ハイキック）                     | HEAT 20 〜HEAT20回記念大会〜                                                           | 2011年12月17日 |
| ○    | ジョ・ジェサプ           | 2R 1:52 TKO（ドクターストップ：鼻骨骨折）       | HEAT 19                                                                                | 2011年9月25日  |
| ○    | ようすけ                 | 1R 2:32 腕ひしぎ十字固め                        | GLADIATOR 22                                                                           | 2011年8月14日  |
| ×    | 魚井フルスイング         | 5分3R終了 判定0-3                               | HEAT 18                                                                                | 2011年6月5日   |
| ○    | 竹内敬之                 | 3R 1:34 TKO（ドクターストップ：カットでの出血） | HEAT 17                                                                                | 2011年3月13日  |
| ○    | 高松尚平                 | 5分2R終了 判定3-0                               | バトルコード#2                                                                         | 2010年11月28日 |
| ○    | 野中翔                   | 1R 1:45 リアネイキッドチョーク                  | HEAT 16                                                                                | 2010年11月6日  |
| ○    | 境貴昭                   | 1R 3:33 腕ひしぎ十字固め                        | HEAT 15                                                                                | 2010年9月20日  |
| ○    | 御剣おかぱー             | 4分2R終了 判定3-0                               | HEAT 14                                                                                | 2010年7月18日  |
| ×    | 加藤直之                 | 5分2R終了 判定0-3                               | バトルコード#1                                                                         | 2009年12月13日 |
| ×    | 春日井健士               | 1R 3:21 リアネイキッドチョーク                  | HEAT NEW AGE CUP 1                                                                     | 2009年2月8日   |

### アマチュア総合格闘技
| 勝敗 | 対戦相手 | 試合結果                       | 大会名                 | 開催年月日     |
| ×    | 稲葉力   | 1R 3:35 リアネイキッドチョーク | 神風パウンダーズ vol.1 | 2010年3月7日   |
| ○    | ZURU     | 3分3R終了 判定3-0              | GATE CHALLENGE 名古屋  | 2008年11月23日 |

### キックボクシング
| キックボクシング 戦績 | キックボクシング 戦績 | キックボクシング 戦績 | キックボクシング 戦績 | キックボクシング 戦績 | キックボクシング 戦績 | キックボクシング 戦績 |
| --------------------- | --------------------- | --------------------- | --------------------- | --------------------- | --------------------- | --------------------- |
| 2 試合                | (T)KO                 | 判定                  | その他                | 引き分け              | 無効試合              |                       |
| 1 勝                  | 1                     | 0                     | 0                     | 0                     | 0                     |                       |
| 1 敗                  | 0                     | 1                     | 0                     | 0                     | 0                     |                       |

| 勝敗 | 対戦相手 | 試合結果               | 大会名                 | 開催年月日     |
| ×    | 皇治     | 3R終了 判定0-3         | RIZIN.32               | 2021年11月20日 |
| ○    | 秀亮     | 1R 2:11 KO（右フック） | Krush.79 ～in NAGOYA～ | 2017年8月20日  |

## 獲得タイトル
- 初代DXFCバンタム級王座（2013年）
- TENKAICHIバンタム級王座（2015年）
- 第7代修斗環太平洋バンタム級王座（2018年）

### 試合映像
1. ↑  『【試合映像】元谷友貴 vs. 祖根寿麻 / Yuki Motoya vs. Kazuma Sone - RIZIN.12』RIZIN公式YouTubeチャンネル、2018年。
2. ↑  『【試合映像】皇治 vs. 祖根寿麻 / kouzi vs. Kazuma Sone - RIZIN.32』RIZIN公式YouTubeチャンネル、2021年。
3. ↑  『【試合映像】祖根寿麻 vs. 太田忍 / Kazuma Sone vs. Shinobu Ota - RIZIN.33』RIZIN公式YouTubeチャンネル、2021年。

### 補足映像
1. ↑  『【番組】RIZIN CONFESSIONS #90（※試合映像＆太田忍と祖根寿麻による試合振り返りドキュメンタリー番組）』RIZIN公式YouTubeチャンネル、2022年。